# Västergötlands runinskrifter 197
Runinskrift Vg 197, även kallad "Dalumstenen", består av en runsten som är rest till minne efter två bröder. Båda har troligen varit ute på vikingafärder när de omkommit, men på olika håll. Den ene for i västerled och den andre i österled. De återkom aldrig och hemma i byn Dalum restes en minnessten för att hedra deras minne.

## Stenen
Stenens ornamentik är enkelt utförd med ett stort ringkors som täcker nästan hela inre ytan och tangerar runbandet i dess ytterkant. Den består av gråsten och står nu rest strax intill Dalums kyrkas vitrappade yttervägg. Att korset fått en så framträdande position tyder på att bröderna i Dalum övergått till den kristna tron. Den från runor översatta inskriften följer nedan:

## Inskriften
Translitterering av runraden:
tuki · auk · þiʀ · bryþr · ristu · stin · þesi · eftiʀ : bryþr : sina · eʀ : uarþ · tu(þ)r uestr : en · anar : au(s)tr :
Normalisering till runsvenska:
Toki ok þæiʀ brøðr ræistu stæin þennsi æftiʀ brøðr sina. Eʀ varð dauðr vestr, en annarr austr.
Översättning till nusvenska:
Bröderna Toke och Thyr reste denna sten efter sina bröder. Den ene vart död i väster och den andre i öster.